# Cumnock (Carolina del Norte)
Cumnock es un área no incorporada ubicada del condado de Lee en el estado estadounidense de Carolina del Norte. Cumnock Road, se encuentra a una milla al norte de U.S. Route 421.
Endor Iron Furnace está situado cerca de la comunidad.